# Leus (geslacht)
Leus is een kevergeslacht uit de familie van de boktorren (Cerambycidae). De wetenschappelijke naam van het geslacht werd voor het eerst geldig gepubliceerd in 1946 door Dillon & Dillon.

## Soorten
Leus is monotypisch en omvat slechts de volgende soort:
- Leus ramuli (Bates, 1865)